# Lucumí
Le lucumí est un reliquat créolisé de la langue yoruba présent à Cuba et dans la langue liturgique de la Santería,.
Elle a été introduite dans le Nouveau Monde par les esclaves yoruba et conservée au sein de la Santería, du candomblé et d'autres religions ramenées d'Afrique. Elle a été fortement influencée par l'espagnol ainsi que par les langues bantoues dont certaines étaient parlées par d'autres esclaves.
Au sein de ces communautés, les descendants des Yoruba, ainsi que les non-descendants qui ont adopté une des religions d'origine yoruba de la diaspora, ne parlent plus aucun des dialectes yoruba, quel qu'en soit le niveau de maîtrise. Son statut de langue liturgique a pour conséquence que sa grammaire n'est pas comprise et son intonation incorrecte. Les pratiquants de la Santeria affirment qu'à Cuba, la possession par un esprit montre qu'il s'est manifesté chez l'adepte prenant part à une cérémonie orisha cubaine, en parlant bozal (en).